# Markus Wolf
Pour les articles homonymes, voir Wolf.
 (janvier 2019).
Markus Johannes « Mischa » Wolf, né le 19 janvier 1923 à Hechingen et mort le 9 novembre 2006 à Berlin, est un diplomate est-allemand qui, de 1958 à 1986, fut le dirigeant du service des renseignements extérieurs (Hauptverwaltung Aufklärung, HVA) de la Stasi, la puissante police secrète de la RDA.

## Un ardent partisan de la patrie du socialisme
Né à Hechingen dans la province de Hohenzollern (Bade-Wurtemberg actuel), Markus Wolf est issu d'une famille juive. Son père, Friedrich Wolf, est un médecin membre du parti communiste ainsi qu'un romancier ; son frère cadet, Konrad Wolf, sera cinéaste. La famille émigre après  l'arrivée de Hitler au pouvoir, en 1933. Elle s'installe en Suisse, puis en France et enfin en URSS. Markus Wolf est admis dans une école d'élite, réservée aux cadres du PCUS, où il acquiert les techniques d'espionnage derrière les lignes ennemies. Il y devient « Mischa », intègre le Komintern et travaille dans les services de propagande de l'Armée rouge, notamment comme rédacteur et speaker de l'émetteur de radio germanophone antinazi Deutscher Volkssender. Il épouse à Moscou en 1944 Emmi Stenzer, la fille du député du KPD Franz Stenzer assassiné en 1933 à Dachau.
De retour à Berlin, en 1945, sous l'uniforme soviétique, il est dans un premier temps correspondant de la radio est-allemande et suit, à ce titre, le procès de Nuremberg. Puis il devient diplomate à l'ambassade est-allemande de Moscou, avant de participer à la création du service de renseignement extérieur de la RDA dont il prend rapidement la tête en 1958.

## Un pilier du régime est-allemand
Pendant près de trente ans (jusqu'en 1986), il est l'un des hommes les plus redoutés des services secrets occidentaux. Avec près de 3 000 agents, son organisation est au cœur d'un grand nombre d'opérations secrètes. Il est surnommé l'homme sans visage, car il est dit que la première photographie le représentant, en simple touriste dans les rues de Stockholm, n'est prise par les services occidentaux qu'en 1979. En fait les Américains avaient une photo de lui datant de 1946, lorsqu'il assistait aux procès de Nuremberg. Markus Wolf n'hésite pas à traiter les affaires en cours directement avec ses agents et il voyage souvent incognito, du moins jusqu'à son identification en 1979. Il recrute notamment Rainer Rupp, dit Topaze, qui travaille plus de 10 ans au quartier général de l'OTAN. Il développe l'espionnage par séduction, fait séduire par ses agents, de beaux hommes stylés et cultivés appelés « Roméos », des secrétaires des personnalités du régime occidental, adoptant le système soviétique des « hirondelles », des femmes recrutées pour arracher des secrets d'alcôve ou de faire chanter les diplomates et agents occidentaux en poste en URSS, voire en Occident (comme Anna Chapman ou Olga Tchekhova). L'une d'elles, Leonore Heinz, se suicide lorsqu'elle apprend que son mari l'a épousée non par amour mais pour dérober les secrets du ministère des affaires étrangères.
Une des affaires les plus connues est le recrutement de Günter Guillaume, l'homme de confiance de Willy Brandt. Le scandale est énorme et oblige le chancelier à démissionner en 1974. Cependant, les conséquences de ce succès seront négatives pour la RDA, puisque le successeur de Willy Brandt sera Helmut Schmidt, beaucoup moins partisan que celui-ci de la politique d'ouverture vers l'Est.

## Une analyse de l'échec du socialisme
En 1986, il publie un livre intitulé Troika, écrit avec son frère Konrad, sur sa vie à Moscou à la fin des années 1930, dans lequel il prend clairement parti pour la perestroïka. La parution de ce livre simultanément dans les deux Allemagnes est interprétée comme une prise de distance avec le régime de RDA. En 1986, il prend sa retraite et s'oppose à la ligne dure d'Erich Honecker : en effet, sa position de maître-espion lui faisait connaître tous les rouages et faiblesses grandissantes du régime socialiste et l'écart croissant entre l'Est et l'Ouest au profit du camp occidental. Parce qu'il était proche de la nouvelle direction soviétique, Gorbatchev envisagea un moment de le placer à un poste clé d'une nouvelle équipe qui aurait écarté Honecker. Quand les manifestations de masse se déroulent dans les villes de RDA, à l'automne 1989, il apporte son soutien officiel aux manifestants, en particulier le 4 novembre. Après la chute du Mur, il se réfugie en URSS pour échapper aux poursuites judiciaires engagées contre certains responsables des organes de sécurité de l'ancienne RDA. Il finit cependant par se rendre à la justice allemande en septembre 1991. Après sept mois de procès, le tribunal supérieur de Düsseldorf le condamne le 6 décembre 1993 à six ans de prison pour trahison (alors que Wolf n'a jamais été citoyen de la RFA) et activité d'espionnage en liaison avec subordination de personnes pendant la guerre froide. En 1995, la Cour Constitutionnelle de Kalsruhe casse cette condamnation, jugeant que les activités condamnées étaient légales dans le cadre de l'État souverain qu'était la RDA jusqu'en 1990. Il est une nouvelle fois jugé le 27 mai 1997 pour séquestration de trois personnes en 1955, 1958 et 1962, et condamné à deux ans de prison avec sursis.

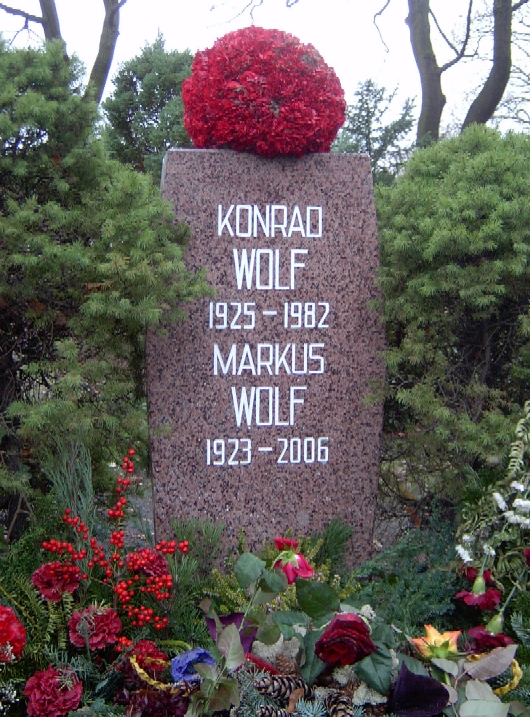
Tombe de Konrad et Markus Wolf au cimetière central de Berlin-Friedrichsfelde.

Personnage atypique et mystérieux, il est l'antithèse d'un Béria ou même d'un général Mielke, le chef de la redoutable Stasi, qui étaient des tueurs patentés. Sa vision des choses était plus proche de celle d'Andropov, son  alter ego  soviétique, qui est à l'origine de la perestroïka. Il sut garder suffisamment de distance avec l'idéologie pour garder une certaine liberté de jugement, comme le prouve sa participation aux manifestations contre Honecker. Dix ans après la chute du Mur, il reçut officiellement chez lui ses ex-homologues occidentaux de la CIA et du SDECE, dont Constantin Melnik, pour un barbecue qui se révéla très convivial. Il a affirmé dans ses mémoires que c'est par anti-fascisme, en tant que juif, allemand et communiste, qu'il était devenu l'un des maîtres-espions du bloc communiste. Il a toujours refusé de divulguer les noms de ses agents après la chute du régime. On dit que Markus Wolf aurait inspiré au romancier anglais John le Carré le personnage de Karla, l'impitoyable adversaire de George Smiley, ce que nie cependant l'auteur.
Il a publié en 1997 un livre de cuisine Geheimnisse der russischen Küche (Les secrets de la cuisine russe) chez l'éditeur Piper.
En 2011, le tribunal social d'État de Berlin-Brandebourg a statué que la veuve Andrea Wolf n'avait pas droit à une « pension de compensation » dont son mari avait été privé en tant que « combattant contre le fascisme ».

## Publications
- Die Troika: Geschichte eines nichtgedrehten Films, nach einer Idee von Konrad Wolf, Aufbau, Berlin/Weimar, 1989  (ISBN 3-351-01450-3)
- L'Œil de Berlin : entretiens de Maurice Najman avec le patron des services secrets est-allemands, Balland, 1992  (ISBN 9782715809444)
- L'homme sans visage. Mémoires du plus grand maître espion communiste, avec Anne Mc Elvoy, Plon, 1998  (ISBN 2-259-18639-4)
- Freunde sterben nicht. Das Neue Berlin, Berlin, 2002  (ISBN 3-360-00983-5)